# Banh (département)
Pour les articles homonymes, voir Banh.
Cet article concerne le département et la commune rurale. Pour le village chef-lieu, voir Banh (Burkina Faso).

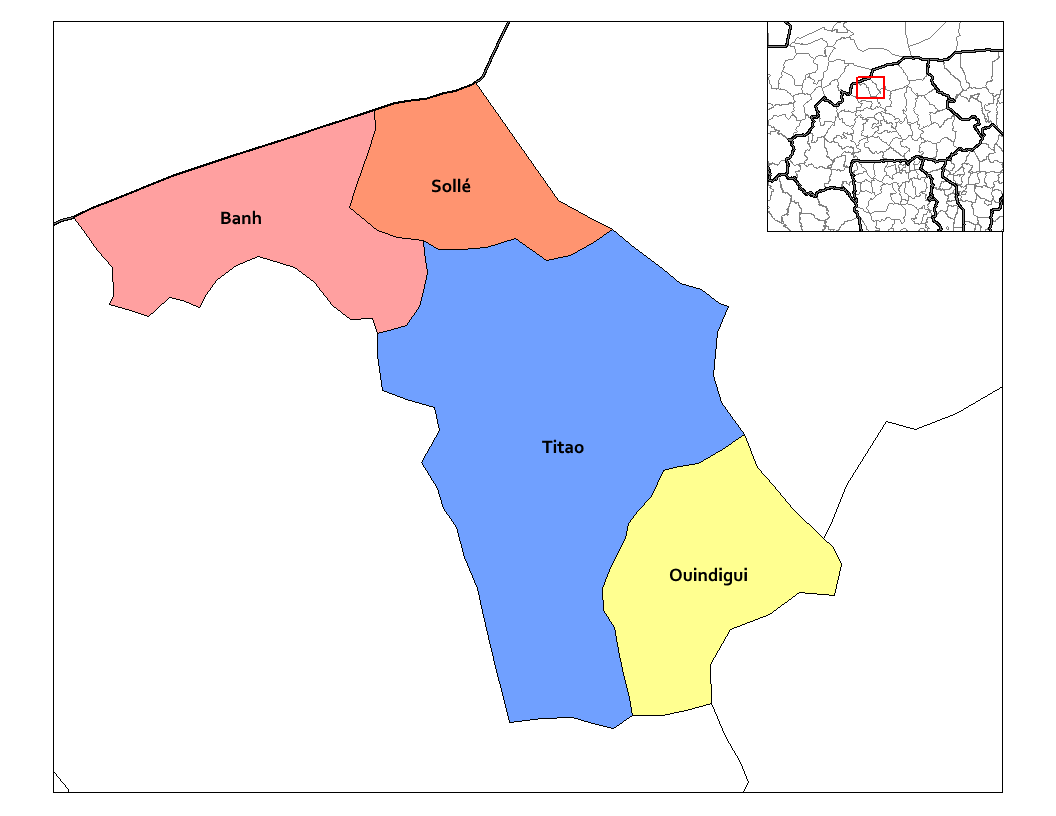
Localisation de la province de Loroum

Banh  est un département et une commune rurale de la province du Loroum, situé dans la région du Nord au Burkina Faso.

## Géographie

### Démographie
- En 2006, le département comptait 30 557 habitants recensés[1].

## Histoire
Le territoire est dominé par huit lignages peuls (foynankobé) apparentés et rassemblés dans une chefferie. Les Rimaïbé issus des Dogons bénéficient toutefois d'un statut social élevé datant de la période coloniale.

## Administration

### Villages
Le département et la commune rurale de Banh est administrativement composé de vingt-neuf villages, dont le village chef-lieu homonyme :
- Amné-Rimaïbé
- Aurel-Baliguel
- Banh (chef-lieu)
- Bani
- Banwela
- Barra
- Boroni
- Boudoumouma
- Bouressa
- Delga
- Djem
- Djiengué
- Kaïdaré
- Kielnordy
- Koma-Lembré
- Lossa-Foulbé
- Lossa-Mossi
- Madougou
- Mihity
- Mondé-Bani
- Namagué
- Niongono
- Nongodoum
- Pétalnelbé
- Ségué-Foulgo
- Ségué-Mossi
- Séno-Diao
- Tiabwal
- Zaye